# قبيلة الكركيج
قبيلة الكركيج (بالبلوشي: کورکیج) هي إحدى كبريات القبائل البلوشية ذات الأصول العربية–الهاشمية، تنتسب إلى بنو العباس من عقب الخليفة هارون الرشيد. ارتبط نسبها بالجد الجامع مير نوتبنده بن إبراهيم اللاشاري الذي عُرف بالكرم والزعامة، وتفرعت منه بطون كبرى مثل حسن زهي، كبر زهي، لشكر زهي، عوض زهي، طاهر زهي، وسنگك زهي. لعبت القبيلة دورًا محوريًا في التاريخ السياسي والعسكري والاجتماعي لمناطق مكران، كما خُلدت بطولات قادتها في الفولكلور والشعر الشعبي البلوشي.

## النسب
ينتسب الكركيج إلى مير نوتبنده بن إبراهيم اللاشاري، الجد الجامع الذي اقترن اسمه بالكرم والزعامة، ولقب بـ”حاتم طائي البلوش” و”ناثر الذهب”. ومن ذريته تفرعت بطون رئيسية صارت من أعمدة تاريخ البلوش:
- حسن زهي: من عقب مير نوت بن نوتبنده[6].
- كبر زهي: من عقب مير إسماعيل بن مير حسن.
- لشكر زهي وعوض زهي: من ذرية مير ميرزا بن مير حسن.
- طاهر زهي: من ذرية مير عامر بن مير بكر بن مير حسن.
- سنگك زهي: من ذرية مير همل بن مير دودا بن مير حسن.

## الزعامة والتاريخ
برزت الكركيج في قلب الكونفدرالية البلوشية الأولى التي أسسها رند ولاشار، حيث كان لهم دور قيادي في الحروب والتحالفات التي رسمت خريطة مكران. ومن أبرز شخصياتهم:
- مير نوتبنده بن إبراهيم اللاشاري: الجد المؤسس ورمز الكرم والشهامة.
- مير غهرام بن نوتبنده: الذي ارتبطت باسمه الملحمة التاريخية مع ابن عمه مير جاكر رند[8].
- مير بكر بن حسن الرند: أحد أبرز زعماء الكركيج في مرحلة التوسع، ورسّخ نفوذهم.
- مير دودا بن حسن: أمير الجيرة البلوشية، الذي أصبح مثالًا أعلى في الوفاء بحماية الجار حتى صار رمزًا أخلاقيًا في الشعر الشعبي[9].
- مير بالانج بن حسن: أمير الثأر الذي خُلد في الروايات الملحمية البلوشية كرمز للبطولة والانتقام للشرف.

لقد شكل هؤلاء القادة نواة صلبة، حيث اجتمع حولهم البلوش في مواجهة خصوم الداخل والخارج، وساهموا في ترسيخ قوة الاتحاد القبلي في تلك المرحلة المبكرة.

## في الفولكلور والشعر
لم يقتصر حضور الكركيج على الساحة السياسية والعسكرية، بل تمدد إلى الموروث الثقافي:
- وثّق المستشرق M. Longworth Dames في كتابه (1906) قصائد شعبية تصوّر بطولات الكركيج ومواقفهم الملحمية[10].
- تُغنّى أشعار مير دودا بن حسن ومير بالانج بن حسن في المجالس البلوشية حتى اليوم، باعتبارهم رموزًا للشرف والثأر والإيثار.
- صارت أسماء قادة الكركيج جزءًا من الذاكرة الجمعية للبلوش، وأمثالًا تُضرب في الكرم والوفاء والشجاعة.

## الإرث
تُعد الكركيج اليوم من القبائل التي تركت إرثًا عميقًا في التاريخ البلوشي، إذ جمعت بين النسب العربي القرشي والدور البلوشي المحوري، ما جعلها جسرًا ورمزًا للاستمرار والهوية الجامعة.